# Kung Fu Killers
Kung Fu Killers es un documental australiano de 1974, dirigido por Brian Trenchard-Smith, que también estuvo a cargo del guion, el elenco está compuesto por Grant Page, George Lazenby, Stuart Whitman y Bruce Lee, entre otros. Esta obra fue realizada por The Movie Company Pty. Ltd. y Trenchard Productions, se estrenó el 30 de abril de 1974.

## Sinopsis
El actor y doble de riesgo australiano Grant Page investiga la progresiva atracción por las artes marciales, desde los alumnos de Sídney hasta los famosos actores de acción del cine de Hong Kong.